# Strojnogłowik czarnołbisty
Strojnogłowik czarnołbisty (Arremon abeillei) – gatunek małego ptaka z rodziny pasówek (Passerellidae). Opisany po raz pierwszy w 1844. Występuje w dwóch podgatunkach w południowo-zachodnim Ekwadorze i północno-zachodnim Peru – od nizin nad Pacyfikiem po góry. Podgatunek nominatywny jest zaliczany do kategorii najmniejszej troski, drugi podgatunek (często klasyfikowany jako osobny gatunek) jest bliski zagrożenia wyginięciem.

## Systematyka
Gatunek ten po raz pierwszy zgodnie z zasadami nazewnictwa binominalnego opisał René Lesson. Opis ukazał się w 1844 roku w „Revue Zoologique, par la Société Cuvierienne”; jako miejsce typowe autor wskazał Guayaquil w Ekwadorze.
Tradycyjnie wyróżnia się dwa podgatunki:
- A. a. abeillei Lesson, 1844 – strojnogłowik czarnołbisty
- A. a. nigriceps Taczanowski, 1880 – strojnogłowik Taczanowskiego

Obecnie (2025) większość autorów uznaje te taksony za osobne gatunki – tak klasyfikowane są m.in. przez Międzynarodowy Komitet Ornitologiczny (IOC), serwis Birds of the World czy na liście ptaków świata opracowywanej we współpracy BirdLife International z autorami Handbook of the Birds of the World; ujęcie systematyczne według tej listy stosuje Międzynarodowa Unia Ochrony Przyrody (IUCN).

### Etymologia
- Arremon: gr. αρρημων arrhēmōn, αρρημονος arrhēmonos „cichy, bez mowy”, od negatywnego przedrostka α- a-; ῥημων rhēmōn, ῥημονος rhēmonos „mówca”, od ερω erō „będę mówić”, od λεγω legō „mówić”[13].
- abeillei: od nazwiska dr Grégoire Abeillé (1798–1848) – francuskiego lekarza, ornitologa i kolekcjonera[14].

## Morfologia
Nieduży ptak ze średniej wielkości, dosyć długim i czarnym dziobem. Tęczówki brązowe. Nogi czarne. Brak dymorfizmu płciowego. Jeden z najmniejszych gatunków w rodzaju Arremon o odbiegającym od innych gatunków ubarwieniu. Głowa czarna z białymi paskami nadocznymi rozpoczynającymi się nad okiem, które schodzą się do siebie na karku. Gardło, podgardle i podbródek białe. W górnej części piersi czarna opaska. Pozostałe części ciała szare i jasnoszare. Brzuch i boki od białawych do jasnoszarych, kuper szary, ogon stosunkowo krótki, szary. Podgatunek A. a. nigriceps ma górną część grzbietu oliwkowozieloną, ponadto biały pasek nadoczny ciągnie się dalej aż do nasady dzioba.
Długość ciała z ogonem: 15 cm, średnia masa ciała samców 26 g, samic 25,8 g (dane dotyczą podgatunku nominatywnego).

## Zasięg występowania
Strojnogłowik czarnołbisty jest endemitem Ameryki Południowej, występującym w przedziale wysokości od poziomu morza do 2000 m n.p.m. (inne źródła podają, że górna granica zasięgu występowania w Ekwadorze dochodzi do 1600 m, a w Peru do 1800 m n.p.m.). Jest gatunkiem osiadłym. Według szacunków organizacji BirdLife International zasięg występowania podgatunku nominatywnego obejmuje 102 tys. km², natomiast A. a. nigriceps – 17,5 tys. km². Poszczególne podgatunki występują:
- A. a. abeillei – południowo-zachodni Ekwador od prowincji Manabí na południe wzdłuż pacyficznych stoków Andów do północno-zachodniego Peru[10],
- A. a. nigriceps – w górnej części doliny rzeki Marañón w najbardziej na południe wysuniętej części Ekwadoru (prowincja Zamora-Chinchipe) i w północno-zachodnim Peru w północnej części regionu Cajamarca[11].

## Ekologia
Głównym habitatem strojnogłowika czarnołbistego jest podszyt tropikalnych lasów liściastych i lasów galeriowych, lokalnie także gęste zarośla wtórne i lasy wiecznie zielone. Informacje o diecie tego gatunku są bardzo skąpe. Zakłada się, że ich dieta składa się z mieszanki owadów, nasion i może niewielkich owoców. Jak inne gatunki Arremon żeruje na ziemi lub bezpośrednio nad nią. Występuje zazwyczaj pojedynczo lub w parach. Długość pokolenia jest określana na 3,58 lat u A. a. abeillei i 3,69 lat u A. a. nigriceps.

## Rozmnażanie
Brak informacji na ten temat. Nasilenie śpiewów w porze deszczowej sugeruje, że wtedy może mieć miejsce sezon lęgowy (od stycznia do maja).

## Status
W Czerwonej księdze gatunków zagrożonych IUCN strojnogłowik czarnołbisty jest klasyfikowany jako gatunek najmniejszej troski (LC – Least Concern). Liczebności populacji nie oszacowano, zaś jej trend uznano za prawdopodobnie stabilny ze względu na to, że wycinka i fragmentacja lasów w obrębie zasięgu występowania ma miejsce na niewielką skalę; poza tym strojnogłowik czarnołbisty jest czasami spotykany w gęstych zaroślach wtórnych. Ptak ten jest opisywany jako dosyć pospolity. BirdLife International wymienia 18 ostoi ptaków IBA, w których ten takson występuje – 15 w Ekwadorze i 3 w Peru, są to m.in.: w Peru – Park Narodowy Cerros de Amotape, a w Ekwadorze Park Narodowy Machalilla, Bosque Protector Puyango czy Reserva Natural Tumbesia-La Ceiba-Zapotillo.
IUCN od 2016 roku traktuje strojnogłowika Taczanowskiego jako osobny gatunek (Arremon nigriceps); od 2024 roku klasyfikuje go jako gatunek bliski zagrożenia, choć wcześniej zaliczała go do kategorii najmniejszej troski. BirdLife International uznaje trend liczebności populacji za spadkowy oraz wymienia jedną ostoję ptaków, w której takson ten występuje – Zumba-Chito.